# آندرین گولیش
آندرین گولیش (آلمانی: Andrin Gulich؛ زادهٔ ۹ مارس ۱۹۹۹) قایقران روئینگ اهل سوئیس است.
وی در مسابقات کشوری و بین‌المللی در مجموع برندهٔ ۲ مدال طلا، ۲ مدال برنز شده است.